# Urocitellus brunneus
Urocitellus brunneus is een zoogdier uit de familie van de eekhoorns (Sciuridae). De wetenschappelijke naam van de soort werd voor het eerst geldig gepubliceerd door A.H. Howell in 1928.

## Voorkomen
De soort komt voor in de Verenigde Staten, waar het alleen voorkomt in de staat Idaho.